# 영서 지방
영서 지방(嶺西地方)은 강원특별자치도의 백두대간(태백산맥과 소백산맥 일부) 서쪽 지방을 가리키는 말이다. 영서 방언을 사용하고 과거 맥국(현재의 춘천)에 의해 영향을 가장 많이 받은 경기도 가평군의 가평읍과 북면, 그리고 청평면 일대도 포함하기도 한다.
강원도는 대관령(大關嶺)을 기준으로 영서 지방과 영동 지방(嶺東地方)으로 나뉘는데, 영서 지방의 방언은 표준어와 매우 가까워 경기 방언으로 분류되며, 영동 방언을 쓰는 영동 지방과 언어적인 측면에서 특히 지역적 차이가 있다. 다만, 영서 남부의 영월군, 평창군, 정선군은 지리적으로 영서 지방이나, 영동 방언을 사용해 문화나 언어, 생활권 면으로 보아 영동 지방으로도 분류된다.
이 지역의 대표 도시로는 원주시,춘천시가 있다.

## 같이 보기
- 영동 지방
- 경기 방언
- 영동 방언